# Pénélope de Spix
Penelope jacquacu
Espèce
Statut de conservation UICN

 LC  : Préoccupation mineure
La Pénélope de Spix (Penelope jacquacu) est une espèce d'oiseau appartenant à la famille des Cracidae.
Il vit en Amérique du Sud, dans la forêt tropicale humide, entre 100 et 1 800 m d'altitude. Son aire de répartition s'étend sur quelque 5 000 000 de km2, en Amazonie, plus précisément en Bolivie, Brésil, Colombie, Équateur, Guyana, Pérou, et Venezuela.

## Liste des sous-espèces
Selon la classification de référence du Congrès ornithologique international (version 15.1, 2025) :
- Penelope jacquacu granti Berlepsch, 1908 — est du Venezuela et Guyana ;
- Penelope jacquacu orienticola Todd, 1932 —  sud-est du Venezuela et nord-ouest du Brésil ;
- Penelope jacquacu jacquacu Spix, 1825 —  de l'est de la Colombie au nord de la Bolivie ;
- Penelope jacquacu speciosa Todd, 1915 —  centre et est de la Bolivie;